# Aktaj (cratera)
Aktaj é uma cratera marciana. Tem como característica 4.9 quilômetros de diâmetro. Deve o seu nome à localidade russa Aktaj.